# Wuhan Open
Wuhan Open är en rankingturnering i snooker som introducerades snookersäsongen 2023/2024. Judd Trump blev den förste vinnaren efter att ha besegrat Ali Carter i finalen med 10–7.

## Vinnare
| År   | Vinnare    | Motståndare | Resultat | Säsong  |
| ---- | ---------- | ----------- | -------- | ------- |
| 2023 | Judd Trump | Ali Carter  | 10 – 7   | 2023/24 |